# Polizei SV Bremen
Der Polizei SV Bremen ist ein deutscher Sportverein aus Bremen.

## Geschichte

### Männerfußball
1921 als VfL der Sicherheitspolizei gegründet, nahm der 1923 in VfL der Schutzpolizei umbenannte Klub 1931 erstmals den heutigen Namen an. 1934 erreichte die Mannschaft die Aufstiegsrunde zur Gauliga Niedersachsen, scheiterte dort jedoch mit nur zwei Pluspunkten. Ein Jahr später wurde die Fußballmannschaft dem MTV Bremen angegliedert, der mit Ende des Zweiten Weltkrieges aufgelöst wurde.
1946 als SV Grün-Weiß Bremen wiedergegründet, nahm der Klub Ende der 1940er Jahre erneut den heutigen Namen an. 1954 stieg der Klub in die Amateurliga Bremen auf, in der er sich in der Folge etablierte. 1959 noch Vizemeister hinter dem Blumenthaler SV, gewann der Klub in der anschließenden Spielzeit den Wettbewerb. In der Aufstiegsrunde zur Oberliga Nord gelang jedoch nur ein Sieg. Nach mehreren Jahren im mittleren Tabellenbereich wiederholte der Verein 1970 abermals die Ligameisterschaft, nach dem zweiten Platz in der Gruppe B der Aufstiegsrunde verpasste die Mannschaft in Entscheidungsspielen den Aufstieg in die Regionalliga. Ein Jahr später dominierte der Klub sowohl Meisterschaft als auch Aufstiegsrunde und spielte in der Saison 1971/72 für eine Spielzeit zweitklassig. Mit nur sechs Saisonsiegen und 19:49 Punkten stieg der Klub jedoch direkt wieder ab. Die Heimspiele dieser Saison wurden im Stadion am Panzenberg ausgetragen. Als Tabellenzweiter verpasste der Klub in der Amateurliga Bremen den direkten Wiederaufstieg, war aber für die deutsche Amateurmeisterschaft qualifiziert. Gegen den ASV Bergedorf 85 schied der Klub in der ersten Runde aus.
Als Tabellenvierter verpasste der Polizei SV am Ende der Amateurliga-Spielzeit 1973/74 die Qualifikation für die neu gründete drittklassige Oberliga Nord. In der nun in Verbandsliga Bremen umbenannten Amateurliga spielte der Klub bis 1976. Nach dem Abstieg verabschiedete sich die Mannschaft vom höherklassigen Fußball. Nachdem der Verein zuletzt (Spielzeit 2010/11) mit seiner ersten Herrenmannschaft nur noch in der elftklassigen 1. Kreisklasse Bremen-Stadt vertreten war, zog der PSV seine Mannschaft vom Spielbetrieb im Herrenbereich zurück und war seitdem nur noch im Altherren- bzw. Jugendfußball vertreten. In der Saison 2014/15 wurde erneut ein Neuaufbau einer Herrenmannschaft eingeleitet. Die neu formierte 1. Herren stieg gleich in der ersten Saison als Vizemeister der 1. Kreisklasse Bremen auf und spielte somit ab der Saison 2015/16 in der Kreisliga C Bremen. Nachdem der Verein in der Saison 2019/20 keine Mannschaft stellen konnte und somit nicht am Spielbetrieb teilnahm, erfolgte zu Beginn der Spielzeit 2020/21 der Wiedereinstieg in den Spielbetrieb in der 1. Kreisklasse Bremen (11. Stufe in der Ligenhierarchie des deutschen Fußballs im Herrenbereich). Pandemiebedingt fanden ab Oktober 2020 keine Punktspiele mehr statt. Seit der Saison 2021/22 nimmt erneut keine Mannschaft des Vereins am Spielbetrieb des Bremer Fußball-Verbandes teil.

### Frauenfußball
Vor der Gründung der Bundesliga 1990 nahm der Polizei SV Bremen fünf Mal an der Endrunde um die deutsche Fußballmeisterschaft teil. Dabei schied die Mannschaft immer in der ersten Runde aus. 1987 scheiterte die Mannschaft erst im Elfmeterschießen am FC Spöck. Darüber hinaus konnten die Polizei-Kickerinnen elf Mal den Bremer Pokal gewinnen und qualifizierten sich für den DFB-Pokal. Dreimal erreichte die Mannschaft dabei die zweite Runde, wobei sie in allen drei Fällen ein Freilos für die erste Runde erhielt.